# Resorcinarene

Allgemeine Struktur von Resorcinarenen, R ist ein über weite Bereiche variabler organischer Rest.

Resorcinarene (auch Calix[4]resorcinarene) sind makrocyclische Verbindungen, die sich vom Resorcin (1,3-Dihydroxybenzol) ableiten. Die Resorcineinheiten sind dabei jeweils über zwei Methylenbrücken miteinander verbunden, so dass ein cyclisches Oligomer aus vier aromatischen Resorcineinheiten entsteht. Sie sind eng verwandt mit Calixarenen, Pillararenen und Pyrogalloarenen und erinnern strukturell an Cyclodextrine. Mit Adolf von Baeyer und Donald J. Cram beschäftigten sich zwei Nobelpreisträger u. a. mit der Chemie von Resorcinarenen.

## Synthese und Reaktionsmechanismus
Resorcinarene werden üblicherweise durch Kondensation eines Aldehyds mit Resorcin unter Brønstedt- oder Lewis-Säurekatalyse in einem geeigneten Lösungsmittel oder Lösungsmittelgemisch unter Reflux dargestellt. Das Produkt kann durch Umkristallisation oder Säulen-Chromatographie in reiner Form und oft in hoher Ausbeute erhalten werden.
In einer reversiblen Friedel-Crafts-artigen aromatischen Substitution greift der durch die Säure aktivierte Aldehyd das Resorcin (1,3-Dihydroxybenzen) in 4- und 6-Position an; diese positionen sind durch die beiden Hydroxygruppen jeweils doppelt aktiviert. Der dadurch entstehende Alkohol kann unter Säurekatalyse erneut ein Molekül Resorcin angreifen, wobei Wasser abgespalten wird. Im Reaktionsverlauf entstehen Oligomere, die bei einer geeigneten Kettenlänge zyklisieren. In dieser Reaktion entsteht kein Kunststoff, wie in der eng verwandten Synthese von Phenoplasten, da die Reaktion reversibel ist (Retro-Friedel-Crafts), unter thermodynamischer Kontrolle geführt wird und da das entstehende Resorcinaren das thermodynamisch stabilere Produkt darstellt.
Für die Synthese von Resorcinaren wird die Reaktion oft unter inerten Bedingungen durchgeführt. Hierbei kristallisiert das Tetramer häufig aus der Mutterlauge aus, was eine einfache Isolation ermöglicht. Unter bestimmten Umständen ist es notwendig, Wasser zur Mutterlauge hinzuzufügen, um das Produkt auszufällen.
Alternativ zu den oben genannten drastischen Reaktionsbedingungen können Resorcinarene auch unter lösungsmittelfreien Bedingungen oder alternativ durch Lewissäure-katalysierte Protokolle ausgehend entweder von Resorcin/Aldehyden oder von Benzylalkoholen oder von Zimtsäureestern dargestellt werden.

## Struktur
Resorcinarene bestehen jeweils aus vier Resorcinmolekülen (1,3-Dihydroxybenzol), die über Methylenbrücken in 4- und 6-Position miteinander verbunden sind. Abhängig vom in der Synthese eingesetzten Aldehyd können die Methylenbrücken jeweils einen aliphatischen oder aromatischen Rest tragen, welcher zusätzliche Funktionalitäten aufweisen kann. Die Konfiguration der Stereozentren an den Methylenbrücken ist (meist) einheitlich.
Chemisch eng verwandte Makrocyclen sind die vom Phenol (Hydroxybenzol) abgeleiteten Calixarene und Pillararene, sowie die vom Pyrogallol (1,2,3-Trihydroxybenzol) abgeleiteten Pyrogalloarene.

### Stereochemie
Zur Bestimmung der Stereochemie wird üblicherweise ein Substituent als Referenzgruppe (r) festgelegt, anhand derer die Positionen der anderen Substituenten R im Uhrzeigersinn als cis (c) oder trans (t) bestimmt werden. Dabei wird die Referenzgruppe so ausgewählt, dass die Anzahl der cis-Gruppen maximiert wird. Die resultierenden Deskriptoren werden mit rccc, rctt, rcct und rtct angegeben. Alternativ kann auch die verkürzte Schreibweise mit ccc, ctt, cct und tct verwendet werden.
Aufgrund der relativen Positionen der Substituenten (R) an den Methylenbrücken können verschiedene Konformationen auftreten. Diese Konformationen weisen unterschiedliche Symmetrien auf und können als Krone, auch Vase genannt (C4v), Boot (C2v), Stuhl (C2h), Diamant (Cs) oder Sattel (D2d) klassifiziert werden.
Die Isomere mit der Deskriptorfolge rccc zeigen entweder die Krone- oder die Boot-Konformation auf. Im Gegensatz dazu wurden die Isomere mit der Deskriptorfolge rctt ausschließlich in der Stuhl-Konformation gefunden. Das Isomer mit der Deskriptorfolge rcct adoptiert die Diamant-Konformation, während das rtct-Isomer die Sattel-Konformation einnimmt. Es sei jedoch angemerkt, dass die Auftretenshäufigkeit der einzelnen Isomere von mehreren Faktoren abhängig ist, wie zum Beispiel der Art des Aldehyds und den spezifischen Reaktionsbedingungen.
Die Vasenförmige Konformation ist die am meisten beachtete, mit ihrer konkaven Oberfläche kann sie auch als Halbkugel betrachtet werden. Diese auch kronenförmig genannte Konformation weist einen durch Wasserstoffbrücken stabilisierten oberen Rand und einen unteren Rand auf. Der obere Rand ist mit insgesamt acht Hydroxygruppen dekoriert, welche kovalent verbrückt werden können, um die Vasenkonformation zu erzwingen bzw. zu stabilisieren. Alternativ können die Hydroxygruppen auch zum Aufbau von Cavitanden oder Carceranden funktionalisiert werden, die sich durch ein relativ großes Innenvolumen auszeichnen, in welches Gastmoleküle eingelagert werden können.

## Geschichte
Bereits Adolf von Baeyer ließ Aldehyde mit Resorcin reagieren, konnte das entstehende harzige Produkt allerdings mit Hilfe der damaligen Analytik nicht charakterisieren. Seitdem isolierten andere Forscher bei ähnlichen Reaktionen kristalline Produkte, konnten diese aber nur schlecht charakterisieren. Niederl und Vogel schlugen ein halbes Jahrhundert nach Baeyer die tetramere cylische Struktur für diese Produkte vor, was erst knapp 50 Jahre später endgültig bestätigt wurde (siehe unten).
Aufbauend auf den Vorarbeiten von Erdtman und Kollegen synthetisierte Högberg Resorcinarene und wies deren Struktur NMR-spektroskopisch nach. Letzte Zweifel an der tetrameren Struktur der Resorcinarene konnten später durch Röntgenstrukturanalyse ausgeräumt werden.
Als einer der Ersten erkannten u. a. Aoyama und Kollegen das Potenzial der Resorcinarene für Wirt-Gast-Systeme. 
Mittlerweile ist bekannt, dass sich die unmodifizierten konkaven Resorcinarene unter bestimmten Bedingungen zu hexameren Kapseln zusammenlagern, in deren Innenraum wieder unter bestimmten Bedingungen auch katalytische Reaktionen möglich sind.
Populär sind Resorcinarene jedoch vor allem als Grundlage synthetischer Rezeptoren (siehe unten).

## Verwendung
In der supramolekularen Chemie werden Resorcinarene als Grundlage zum Aufbau von molekularen Containern (synthetischen Rezeptoren) wie Cavitanden oder Carceranden, die Gastmoleküle in ihrem Innenraum einlagern können, verwendet. Sie werden aber auch als Füllmaterial für Chromatographiesäulen verwendet.